# ラウト郡 (コロラド州)
ラウト郡（英: Routt County）は、アメリカ合衆国コロラド州の北部に位置する郡である。人口は24,829人（2020年）、面積ではコロラド州の郡で第15位である。郡庁所在地はスティームボートスプリングスであり、同郡で人口最大の市である。

## 歴史
ラウト郡は1877年1月29日にグランド郡西部が分離してコロラド州議会によって創設され、郡名はコロラド準州最後かつコロラド州初代の知事を務めたジョン・ロング・ラウトに因んで命名された。1911年2月27日に、ラウト郡の西部が分離され、モファット郡が創設された。

## 地理
アメリカ合衆国国勢調査局に拠れば、郡域全面積は2,368.02平方マイル (6,133.1 km2)であり、このうち陸地は2,361.59平方マイル (6,116.5  km2)、水域は6.43平方マイル (16.7 km2)で水域率は0.27％である。

### 隣接する郡
- カーボン郡 (ワイオミング州) - 北
- ジャクソン郡 - 東
- グランド郡 - 南東
- イーグル郡 - 南
- ガーフィールド郡 - 南、南西
- リオブランコ郡 - 南西
- モファット郡 - 西

## 人口動態
以下は2000年国勢調査による人口統計データである。
| 基礎データ - 人口: 19,690人 - 世帯数: 7,953 世帯 - 家族数: 4,779 家族 - 人口密度: 3人/km2（8人/mi2） - 住居数: 11,217軒 - 住居密度: 2軒/km2（5軒/mi2） 人種別人口構成 - 白人: 96.90% - アフリカン・アメリカン: 0.13% - ネイティブ・アメリカン: 0.49% - アジア人: 0.39% - 太平洋諸島系: 0.09% - その他の人種: 0.73% - 混血: 1.28% - ヒスパニック・ラテン系: 3.22% 年齢別人口構成 - 18歳未満: 22.6% - 18-24歳: 10.1% - 25-44歳: 36.5% - 45-64歳: 25.7% - 65歳以上: 5.0% - 年齢の中央値: 35歳 - 性比（女性100人あたり男性の人口） - 総人口: 116.6 - 18歳以上: 119.4 | 世帯と家族（対世帯数） - 18歳未満の子供がいる: 31.1% - 結婚・同居している夫婦: 50.6% - 未婚・離婚・死別女性が世帯主: 5.8% - 非家族世帯: 39.9% - 単身世帯: 24.4% - 65歳以上の老人1人暮らし: 3.7% - 平均構成人数 - 世帯: 2.44人 - 家族: 2.92人 収入と家計 - 収入の中央値 - 世帯: 53,612米ドル - 家族: 61,927米ドル - 性別 - 男性: 36,997米ドル - 女性: 26,576米ドル - 人口1人あたり収入: 28,792米ドル - 貧困線以下 - 対人口: 6.1% - 対家族数: 2.8% - 18歳未満: 5.2% - 65歳以上: 7.7% |

## 都市と町
- スティームボートスプリングス - 郡庁所在地
- ヘイデン
- オーククリーク
- ヤンパ

## レクリエーション
| - パール湖州立公園 - ステージコーチ州立公園 - スティームボート湖州立公園 - ヤンパ川州立公園 - ラウト国立の森 - ホワイト川国立の森 - ザーケル山原生地 - サービスクリーク原生地 | - 大陸分水界国立景観トレイル - フィッシュクリーク滝国立レクリエーション・トレイル - スワンプパーク国立レクリエーション・トレイル - グレートパークス自転車道 - フラットトップス・トレイル景観側道 |